# Dilophus obtusus
Dilophus obtusus är en tvåvingeart som beskrevs av Edwards 1932. Dilophus obtusus ingår i släktet Dilophus och familjen hårmyggor. Inga underarter finns listade i Catalogue of Life.